# 乙磺酸
乙磺酸是一种有机化合物，化学式为C2H5SO3H。它可由乙二硫醚或乙硫醇的催化氧化反应制得。在三苯基磷、三氯乙腈的存在下，它和叠氮化钠在乙腈中反应，可以得到乙基磺酰叠氮化物。